# Bursaphelenchus piniperdae
Bursaphelenchus piniperdae är en rundmaskart. Bursaphelenchus piniperdae ingår i släktet Bursaphelenchus och familjen Aphelenchidae. Inga underarter finns listade i Catalogue of Life.